# Тікаре
Тікаре (також Тінкарі або Тінарі) — місто у провінції Бам, Буркіна-Фасо. Столиця однойменного департаменту. Кількість населення становить 5 344 осіб.